# Aretha in Paris
Aretha in Paris è un album live della cantante soul statunitense Aretha Franklin, pubblicato nel 1968 dalla Atlantic Records/Atco Remasters.

## Tracce
1. (I Can't Get No) Satisfaction
2. Don't Let Me Lose This Dream
3. Soul Serenade
4. Night Life
5. Baby, I Love You
6. Groovin'
7. (You Make Me Feel Like) A Natural Woman
8. Come Back Baby
9. Dr. Feelgood (Love Is A Serious Business)
10. Since You've Been Gone (Sweet Sweet Baby)
11. I Never Loved A Man (The Way I Love You)
12. Chain of Fools
13. Respect